# 俄羅斯自殺現象
自殺在俄羅斯是一個顯著的社會問題。俄羅斯是自殺率最高的國家之一，在蘇聯解體至2011年10月已有近百萬名俄國人自殺；研究人員指自殺問題與俄羅斯酒精使用情況存在密切的關聯。

## 數據
在2012年，俄羅斯1906335宗死亡個案中，有29735宗（1.56%）為自殺。俄羅斯的自殺率在於90年代中後期達到高峰後一直穩步下降：當時每10萬人有40人死於自殺，在2001年到2006年下降了30％。2007年，約22％的自殺者為40至49歲，男性自殺者比女自殺者多近6倍。
於2012年，俄羅斯的青少年自殺率比世界平均水平高出三倍。

## 和酒精的關係
大量使用酒精是自殺問題的顯著因素，估計一半的自殺是由濫用酒精所引致的；由於90年代中期俄羅斯人的人均酒精使用量下降，雖然當時俄羅斯面臨經濟危機，但俄羅斯的自殺率亦一直穩步下降。

## 統計表
| 年齡               | 5至14歲 | 15至24歲 | 25至34歲 | 35至44歲 | 45至54歲 | 55至64歲 | 65至74歲 | 75歲以上 |
| ------------------ | ------- | -------- | -------- | -------- | -------- | -------- | -------- | -------- |
| 男性               | 2.8     | 43.7     | 70.9     | 66.3     | 71.4     | 61.6     | 70.0     | 86.5     |
| 女性               | 1.1     | 7.4      | 9.0      | 9.1      | 10.3     | 8.9      | 13.3     | 24.8     |
| 平均               | 2.0     | 25.8     | 39.8     | 36.9     | 38.6     | 31.4     | 33.8     | 40.7     |
| 來源：世界衛生組織 |         |          |          |          |          |          |          |          |